# فريدريك إل. كونكلين
فريدريك إل. كونكلين (بالإنجليزية: Frederick L. Conklin)‏ هو لاعب كرة قدم أمريكية أمريكي، ولد في 12 أبريل 1888 في مانشستر في الولايات المتحدة، وتوفي في 25 ديسمبر 1974 في سان دييغو في الولايات المتحدة.